# San Felipe de Jesús (película)
Felipe de Jesús es una película mexicana de drama histórico de 1949 dirigida por Julio Bracho y protagonizada por Ernesto Alonso, Rita Macedo y Julio Villarreal que cuenta la vida del primer santo mexicano, San Felipe de Jesús, martirizado en Japón en 1597.

## Elenco
- Ernesto Alonso como Felipe de las Casas.
- Rita Macedo como Rosalía / María.
- Julio Villarreal como fray Pedro Bautista.
- Rodolfo Acosta como el príncipe Chokozabe.
- José Baviera como Don Alonso.
- Francisco Jambrina como el capitán Matías de Landecho.
- Luis Aceves Castañeda como el emperador Iroyoshi Taikosama.
- Ernesto Finance como don García.
- José Morcillo como don Lope, padre de Rosalía.
- Maruja Grifell como la madre de Felipe.
- Dolores Camarillo como Marijuana.
- Eugenia Galindo como Teresa, criada de Rosalía.
- Daniel Arroyo como invitado a recital.
- Diana Bracho como hermana pequeña de Felipe al inicio de la película.
- Antonio Bravo como Cristóbal de Villahermosa.
- Rodolfo Calvo como el almirante Cumberland.
- Alejandro Ciangherotti como hermano moribundo.
- Ramón Gay como un soldado.
- Conchita Gentil Arcos como una invitada al recital.
- María Gentil Arcos como una invitada al recital.
- Ismael Larumbe como fray Carlos.
- Héctor Mateos
- Juan Orraca como un soldado.
- José Ortega como un hombre de paso por Filipinas.
- Juan Pulido como consejero japonés.
- Humberto Rodríguez como Platero.
- Jesús Valero como fray Juan.